# La Sierpe
La Sierpe – gmina w Hiszpanii, w prowincji Salamanka, w Kastylii i León, o powierzchni 14,86 km². W 2011 roku gmina liczyła 46 mieszkańców.